# J:son Lindh
J:son Lindh, med ursprung från släktnamnen Jansson och Lindh, är en svensk släkt från Värmland. De mest kända personerna från denna släkt är landskapsmålaren Alfred Jansson (även kallad Chicagomålaren), konstnären Bror Lindh och musikern och kompositören Björn J:son Lindh.
Släktnamnet Jansson härstammar från Jan Nilsson i Lindesnar, Frykeruds församling i Värmland. Hans söner fick släktnamnet Jansson, som sedan har funnits kvar i några av nästkommande generationer. 
Släktnamnet Lindh härstammar från konstnären Bror Lindhs far, målaren Carl Jansson, som lade till Lind i sitt efternamn i samband med att han 1863 åkte till Stockholm som målargesäll. Någon gång efter 1910 ändrade Carl Jansson Lind sitt namn till Karl Johan Lindh innan han dog 1914. Genom Kunglig Majestäts resolution 6/11 1931 fick några av Bror Lindhs kusinbarn ta släktnamnet Lindh, exempelvis Björn J:son Lindhs far Robert J:son Lindh.
Namnkombinationen J:son Lindh, där J:son har sitt ursprung från Jansson, har använts i många år men blev först 2009 efter ansökan godkänt som ett fullständigt efternamn av Patent- och registreringsverket. Några i släkten valde att behålla efternamnet Lindh, några valde att ha kvar J:son eller Jansson som sista förnamn och Lindh som efternamn, medan några tog efternamnet J:son Lindh.

## Stamtavla i urval
- Jan Nilsson: Född 1803 i Krogstad, Boda församling. Lantbrukare i Lindesnar,  Frykeruds församling där han dog 1848.
  - Anders Jansson: Född 1831 i Eskebol, Frykeruds församling. Målare i Frykeruds församling, Stora Kils församling samt i Arvika där han dog 1886.
    - Alfred Jansson: Född 1863 i Nedre Sörby, Stora Kils församling. Konstnär. Emigrerade 1889 till Chicago i USA där han dog 1931.
    - Karl Janson (folkbokförd Karl August Jansson): Född 1866 i Nedre Sörby, Stora Kils församling. Dekorationsmålare och disponent i Arvika där han dog 1933. 
      - Robert J:son Lindh (folkbokförd Karl Robert Lindh): Född 1912 i Stockholm. Disponent i Arvika där han dog 1965. 
        - Björn J:son Lindh (ursprungligen Björn Lindh): Född 1944 i Arvika.  Musiker och kompositör. Död 2013 i Nora.
        - Vera Lindh: Född 1946 i Arvika.  Översättare, sambo med musikern Ola Magnell.

  - Carl Jansson Lind (ursprungligen Carl Jansson): Född 1844 i Lindesnar, Frykeruds församling. Målare och dekorationsmålare. Död 1914 i Prästbol, Frykeruds församling.
    - Bror Lindh (ursprungligen Bror Lind): Född 1877 i Prästbol, Frykeruds församling. Konstnär. Död 1941 i Grönäs, Grava församling.